# Колосът на Аполон Лечител в Аполония

Колосът на Аполон Лечител (Аполон Иатос) е излят в Аполония Понтика, старото име на Созопол , около 480 г. пр. Хр. 
Дело е на атинският скулптор Каламис и е престоял на мястото си повече от 400 години и още около 400 години в Рим или общо 800 !!! години.
Колосът по днешните български земи е бил висок 13 м и 20 сантиметра, бил е излят от бронз и е струвал 400 таланта.
За сравнение, толкова е бил годишният бюджет на Атинския морски съюз, обединяващ Атина и още 200 гръцки градове-държави. 
Археоложката Кръстина Панайотова открива оригиналното място на колоса на остров Свети Кирил и Юлита. 
По думите на проф. Димитров "Тази стойност на созополския колос показва огромните финансово-икономически възможности на нашия град-държава. По това време е издигнат Партенона и статуята на покровителката на града Атина е била висока само 5.60 метра". 
Древната статуя е била от бронз, изобразявала е Аполон Лечител, бога покровител на града, гол, прав в дясната ръка държи лаврово дърво, в клоните на което е кацнал орел. В лявата си ръка има лък и две стрели – точно те са символа на Аполон като лечител. Това е важно, защото Аполон е изобразяван и като бог на слънцето (с основен символ слънце), и като Аполон Делфиниум (с основен символ делфин), Аполон Китаровед (с основен символ китара) и т. н. 
През 72 г. пр. Хр. римският пълководец Марк Лукул превзел с щурм Аполония и като изключително ценен трофей отнесъл статуята в Рим.  Там, според различни римски писатели, тя била монтирана на Палатинския или на Капитолийския хълм и престояла още 400 години. След като християнството станало държавна религия християните разрушили статуята, тъй като голотата на античния бог скандализирала християнския им морал.
Страбон 7.319 (Strab. 7.319)
“…по-нататък [след Калатис] на хиляда и триста стадии  идва Аполония, милетска колония; по-голямата част от тоя град е разположена на едно островче, където има светилище на Аполона; от там Марк Лукул е задигнал вдигнал голямата статуя на Аполон, творба на Каламис, и я поставил в Капитолия…”
Преразказано от Апиан (Ilyr. 85-86):
“…Мизите нападнал Марк Лукул, брат на Лициний Лукул, който воювал с Митридат… от последния град [от Аполония] той е пренесъл в Рим огромната статуя [колос] а Аполон, поставена на Палатинския хълм…”